# Resolución 418 del Consejo de Seguridad de las Naciones Unidas
La resolución 418 del Consejo de Seguridad de las Naciones Unidas, adoptada por unanimidad el 4 de noviembre de 1977, impuso un embargo de armas obligatorio a Sudáfrica. Esta resolución difería de la resolución previa, 282, la cual era sólo voluntaria. El embargo subsecuentemente fue reforzado y extendido por la resolución 591.

## Impacto
- La prohibición tuvo un impacto directo de las siguientes maneras:
- La cancelación de último momento de aviones Clase A-69 y submarinos Clase Agosta por Francia.[2][3]
- La compra de buques lanzamisiles Clase Sa'ar 4 de Israel, algunos de los cuales tuvieron que ser construidos en cubierto en Sudáfrica.[4]
- The growth of the mode
- La incapacidad de Sudáfrica de comprar aviones de caza modernos para contrarrestar la superioridad aérea de MiG-23s cubanos sobre el SAAF en la guerra de la frontera de Sudáfrica.
- El crecimiento de la industria armamentística sudafricana moderna.
- La finalización de cargamentos de uranio enriquecido al reactor nuclear SAFARI-1.[5]

El embargo fue levantado por la resolución 919, después de elecciones democráticas en 1994.

## Evasión del embargo
El gobierno apartheid trabajó en varias maneras para conseguir tecnología militar y componentes que no podía buscar abiertamente. Esto causó que la resolución 591 del Consejo de Seguridad de las Naciones Unidas fuese aprobada en 1986, lo que reforzó algunas debilidades y se extendió el embargo.

### Producción local
Varios armamentos eran enteramente diseñados y manufacturados en Sudáfrica, como se vio reflejado por el crecimiento y la exportación de la agencia Armscor.

### Contrabando
Notables operaciones que vinieron a la luz fueron:
- El caso Coventry Four de 1984. Cuatro empresarios sudafricanos en el Reino Unido fueron encontrados operando una compañía de fachada en nombre de Kentron y que estaba consiguiendo material desafiando al embargo
- La detención y el encarcelamiento de Gerald Bull por el desarrollo de un howitzer G5 para Armscor.
- El programa de armas nucleares alcanzó su cúspide durante el embargo. De acuerdo a David Albright, componentes del programa eran importados sin el conocimiento de la comunidad internacional, o eran puestos para fines ingeniosos no previstos por los reforzadores del embargo.[7]

### Equipos de doble propósito
Sistemas de radares de computadoras y de control de tráfico aéreo presuntamente destinado para uso civil fueron usados por los militares.

### Uso de especialistas extranjeros
El gobierno sudafricano fue capaz de contratar los servicios de técnicos extranjeros; por ejemplo, especialistas israelitas que habían trabajado en aviones de caza Lavi fueron reclutados por Atlas Aircraft Corporation para trabajar en el Atlas Cheetah y Atlas CAVA

### Producción licenciada
En algunos casos, armamentos extranjeros simplemente eran producidos bajo una licencia en Sudáfrica, como fue el caso de los aviones clase Warrior, el rifle de asalto R4 y Atlantis Diesel Engines.

### Cooperación con otros estados
Sudáfrica intercambió la tecnología militar con estados en una posición similar, notablemente a través del acuerdo entre Sudáfrica e Israel.